# Vánoční koleda (film, 1999)
Vánoční koleda je televizní film z roku 1999, adaptace povídky Vánoční koleda z roku 1843 Charlese Dickense. Adaptaci režíroval David Hugh Jones a hrají Patrick Stewart jako Ebenezer Scrooge a Richard E. Grant jako Bob Cratchit.

## Děj
Ve viktoriánské době je Ebenezer Scrooge mrzutý obchodník, který nesnáší období Vánoc a nepřeje dát volno svému zaměstnanci Bobu Cratchitovi. Na Štědrý den Scrooge navštíví duch jeho přítele a obchodního partnera, Jacoba Marleye, který v posmrtném životě pochopil chybu svého způsobu života. Marley zařídí návštěvu Scoorge Duchy minulých Vánoc, současných Vánoc a Vánoc budoucích v naději, že naučí Scoorge důležitost sváteční sezony. Scoorge prozře, změní se a objeví ducha Vánoc ve svém srdci a nakonec se stává milovaným a respektovaným mužem.

## Hrají
- Patrick Stewart - Ebenezer Scrooge
- Richard E. Grant - Bob Cratchit
- Joel Grey - duch minulých Vánoc
- Ian McNeice - Albert Fezziwig
- Saskia Reeves - Mrs. Cratchit
- Desmond Barrit - duch současných Vánoc
- Bernard Lloyd - Jacob Marley
- Dominic West - Fred
- Trevor Peacock - Old Joe
- Liz Smith - Mrs. Dilber
- Elizabeth Spriggsová - Mrs. Riggs
- Kenny Doughty - Young Ebenezer Scrooge
- Laura Fraser - Belle
- Celia Imrie - Mrs. Bennett
- Claire Slater - Martha Cratchit
- Tim Potter - Duch budoucích Vánoc